# Grote Prijs van New York City 2025
De tweede editie van de wielerwedstrijd Grote Prijs van New York City vond plaats op 18 mei 2025. De wedstrijd startte in Manhattan waarna het peloton direct de George Washington Bridge over ging, richting Fort Lee in de staat New Jersey. Daar finishte de wedstrijd 135,7 kilometer later. De wedstrijd maakte deel uit van de UCI America Tour, met de categorie 1.2. De Amerikaan Sean Christian won de wedstrijd na een sprint, voor de Colombiaan Brayan Sánchez en Kasper Andersen uit Denemarken.

## Uitslag
| Plaats  | Naam                    | Ploeg                    | Tijd     |
| ------- | ----------------------- | ------------------------ | -------- |
| Winnaar | Sean Christian          | Skyline                  | 3u05'49" |
| 2       | Brayan Sánchez          | Medellín-EPM             | z.t.     |
| 3       | Kasper Andersen         | Swatt                    | z.t.     |
| 4       | Ben Oliver              | MitoQ-NZ Cycling Project | z.t.     |
| 5       | Noah Ramsay             | Alpecin-Deceuninck Dev.  | z.t.     |
| 6       | Jonathan Guatibonza     | Nu Colombia              | z.t.     |
| 7       | Francesco Carollo       | Swatt                    | z.t.     |
| 8       | Witse Meeussen          | Alpecin-Deceuninck Dev.  | z.t.     |
| 9       | Sebastián Brenes        | Canel's-Java             | z.t.     |
| 10      | Nicolò Pettiti          | Swatt                    | z.t.     |
| 11      | Laurent Gervais         | Project Echelon          | z.t.     |
| 12      | Christopher Prendergast | Jamison                  | z.t.     |
| 13      | Félix Hamel             | Cannondale Echelon       | z.t.     |
| 14      | Jonas Walton            | Project Echelon          | z.t.     |
| 15      | Ethan Dunham            | Skyline                  | z.t.     |
| 16      | Mattia Gaffuri          | Swatt                    | z.t.     |
| 17      | Ryan Kamp               | Alpecin-Deceuninck Dev.  | z.t.     |
| 18      | Róbigzon Orola          | Medellín-EPM             | z.t.     |
| 19      | Conn McDunphy           | Skyline                  | z.t.     |
| 20      | Marshall Erwood         | MitoQ-NZ Cycling Project | z.t.     |